# Lienzingen
Lienzingen ist ein Stadtteil von Mühlacker im baden-württembergischen Enzkreis in Deutschland. Der Ort war bis zum 5. Juli 1975 eine selbstständige Gemeinde und wurde in der Gebietsreform in Baden-Württemberg zwangseingemeindet. Am 31. Dezember 2023 hatte Lienzingen 2.083 Einwohner. Lienzingen ist bekannt durch seinen historischen Ortskern, der als Etterdorf geschützt ist.

## Geographie
Lienzingen liegt nördlich von Mühlacker an der Württemberger Weinstraße. Nördlich von Lienzingen liegt das zu Maulbronn gehörende Zaisersweiher, nordwestlich das ebenfalls zu Maulbronn gehörende Schmie, westlich die eigenständige Gemeinde Ötisheim, östlich die Gemeinde Illingen (Württemberg) und nordöstlich das zu Illingen gehörende Schützingen. Der niedrigste Punkt der Gemarkung liegt auf 236,4 m ü. NN am Ausfluss des von Schmie kommenden und südsüdostwärts durch Lienzingen fließenden Schmiebachs in die Gemarkung von Illingen. Der Schmiebach ist einer von zwei Dorfbächen. Der zweite ist der Scherbentalbach, der im Ort von Nordwesten her in den Schmiebach fließt. Der höchste Punkt der Gemarkung liegt an der nördlichen Markungsgrenze zu Zaisersweiher auf dem Kamm des Eichelbergs in einer Höhe von 367,4 m ü. NN. Der Südhang des Eichelbergs ist der Weinberg für Lienzingen, Zaisersweiher und Schmie.
Lienzingen liegt östlich des Kraichgaus zwischen den Ausläufern des Strombergs, zu denen der Eichelberg gehört.

## Geschichte

### Frühe Siedlungsgeschichte
Lienzingen kann auf eine lange Siedlungsgeschichte zurückblicken. Gräberfunde aus der Früheisenzeit und der La-Tène-Zeit zeigen, dass schon damals hier Menschen lebten. Die Kelten errichteten auch die „Alte Burg“ auf dem heute noch „Burgberg“ genannten Bergplateau knapp jenseits der Gemarkungsgrenze zu Schützingen.
Um 85 n. Chr. kamen Römer in die Gegend und prägten die Region bis in die heutige Zeit. Aus dieser Zeit wurden Scherben und ein Diana-Relief im Scherbentalbach gefunden. Um das Ende des 3. Jahrhunderts wurden die Römer von den Alemannen überrannt, die hier eine Siedlung gründeten, aus der das heutige Lienzingen hervorgegangen ist. Urkundlich ist das zwar nicht belegt, allerdings lässt sich der alemannische Ortsname als „Bei den Leuten von Luizi bzw. Leonzi“ deuten. Danach geriet Lienzingen unter fränkische Herrschaft.
Die erste urkundliche Erwähnung unter dem Namen Laizhingen (fränkische Schreibweise auch: Lentzencheim oder Letzenheim) stammt aus dem Jahr 766 und betrifft die Schenkung an das Kloster Lorsch. Im Jahr 1186 wird zum ersten Mal eine Kirche urkundlich erwähnt, als Lienzingen dem Kloster Sinsheim übereignet wurde.

### Mittelalter
Da Lienzingen an einer wichtigen Durchgangs- und Handelsstraße lag, wurde es im Mittelalter ab dem 13. Jahrhundert und bis ins 16. Jahrhundert hinein nicht selten in Kriegshandlungen zwischen Pfalz und Württemberg hineingezogen. Ziel der Parteien war es, die Oberherrschaft über das Kloster Maulbronn zu gewinnen. Dies hatte auch den mehrfachen Wechsel der Herrschaft über Lienzingen zur Folge.
Aus dieser Zeit stammen die Wehranlagen der Peterskirche mit den Gaden. Diese sind inzwischen im privaten Besitz. Sie wurden als Vorratskammern bei Belagerungen genutzt. Sie waren ursprünglich mehrstöckig und fast so hoch wie die Kirche selber. In den oberen Stockwerken des Kirchendaches kann man noch heute die Nischen erkennen, die von den Einwohnern bei ihrem Rückzug bewohnt wurden.

### Neuzeit
1525 gab es nach Jahren des Hungers, der Not und wachsender Unterdrückung einen Bauernaufstand, der jedoch blutig niedergeschlagen wurde.
Auch die folgenden Jahre brachten viele Kriege und Not, wie z. B. den Dreißigjährigen Krieg, während dessen Lienzingen oft Opfer von Plünderungen wurde. Später, während der Raubkriege Frankreichs, wurde Lienzingen auch des Öfteren geplündert und 1692 sogar von der Soldateska niedergebrannt. Ende des 17. Jahrhunderts, im Zuge der Errichtung der Eppinger Linien, ließ Markgraf Ludwig Wilhelm von Baden nahe Lienzingen eine Sternenschanze sowie einen Beobachtungsturm (Chartaque) bauen. Zur Ruhe kam Lienzingen erst nach den Revolutions- und napoleonischen Kriegen.
Während des 19. Jahrhunderts wanderten wie in anderen deutschsprachigen Gebieten viele Menschen aus, hauptsächlich nach Nordamerika.

### 20. Jahrhundert
Der nächste Einschnitt kam mit dem Ersten und dem nicht lange danach folgenden Zweiten Weltkrieg. In diesen Kriegen starben viele Lienzinger. An die Gefallenen und Vermissten erinnert eine Gedenktafel auf dem Friedhof.
Nach dem Zweiten Weltkrieg gab es eine große Zuwanderungswelle aus den „ehemaligen Ostgebieten“, und so wurde ein ganz neuer Dorfteil Lienzingens gebaut – das Brühlgebiet südlich des Schmiebachs. Die Straßen dort erinnern an die Geschichte Lienzingens, sie sind nach Alemannen, Franken, Merowingern, Karolingern, Saliern und Hohenstaufen benannt.

### Eingemeindung
Lienzingen wurde unter großem Protest und Widerstand am 5. Juli 1975 zwangseingemeindet und der Stadt Mühlacker zugesprochen. Bis zum heutigen Tag ist dadurch das Verhältnis vor allem alter Lienzinger gegenüber der Stadt Mühlacker angespannt.

## Der historische Ortskern

### Das Etterdorf

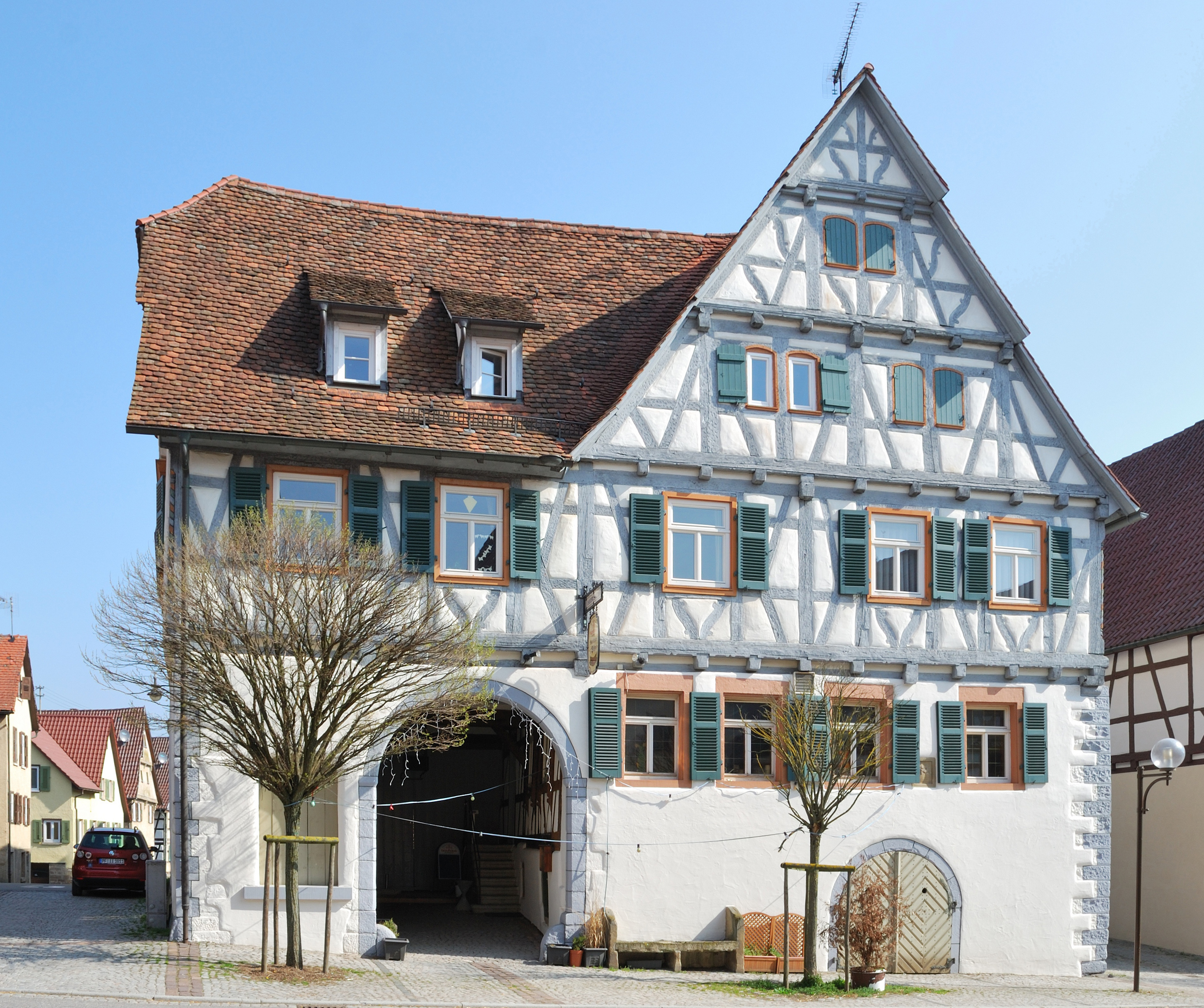
Knittlinger Straße: Typisches Lienzinger Fachwerkhaus

Der Ortskern im Mündungswinkel der Dorfbäche besteht aus einem fast gänzlich geschlossenen Scheunenring, vielen gut erhaltenen Fachwerkhäusern und der imposanten Kirchenburg. Zum Gesamtensemble des Etterdorfs gehören außerdem die Schrebergärten sowie der Weg um den gesamten Ortskern.
Die Kirchengaden sowie die schönen Fachwerkhäuser waren und sind Teil mehrerer Sanierungsmaßnahmen.
Das älteste bekannte ländliche Wohnhaus im Regierungsbezirk Karlsruhe, gebaut um 1441, ist Teil des Ensembles in der Knittlinger Straße. Das Gebäude wurde in den 1990er Jahren aufwändig und unter Beibehaltung von möglichst viel historischer Substanz restauriert und zur Gaststätte Zum Nachtwächter umgebaut. Die Bemühungen wurden 1996 mit dem Denkmalschutzpreis Baden-Württemberg geehrt. Auch das Gebäude Knittlinger Straße 20 gehört zu diesem Ensemble.

### Kirche

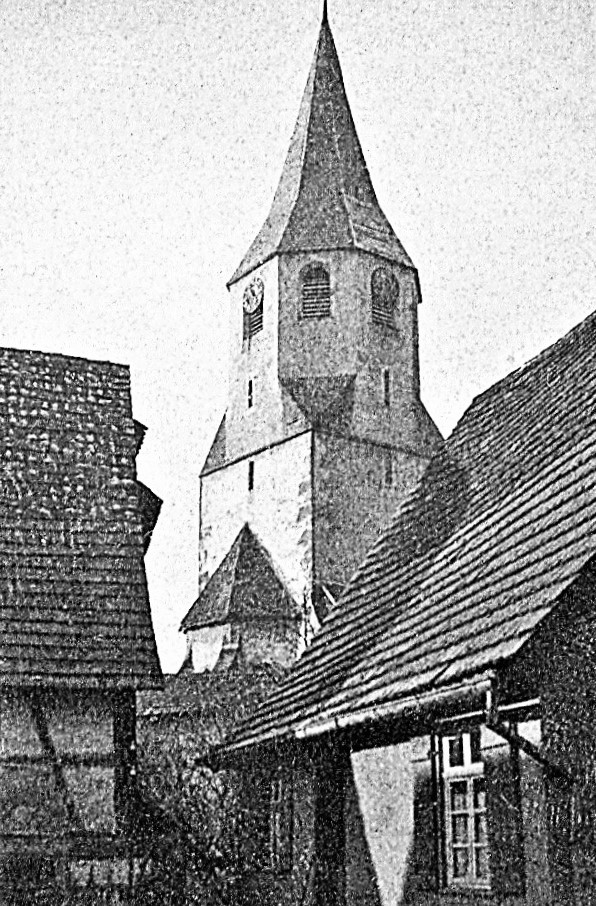
Turm der Evang. Peterskirche, erbaut 1492. Foto vom 29. Januar 1928

Die erste Kirche in Lienzingen wird im Jahr 1186 urkundlich erwähnt. Die heutige Peterskirche ist Bestandteil der sehr gut erhaltenen Wehranlage, mit der um 1400 die Errichtung einer Ringmauer, der dazugehörigen Gaden (Kirchkammern oder Fruchtvorratskammern) und damit der Ausbau zu einer Fluchtburg begonnen wurde. Das Steinmaterial soll der Überlieferung nach die Ruine der „Alten Burg“ vom Burgberg bei Schützingen geliefert haben. Die bis dahin romanische Peterskirche wurde Ende des 15. Jahrhunderts im spätgotischen Stil umgebaut.

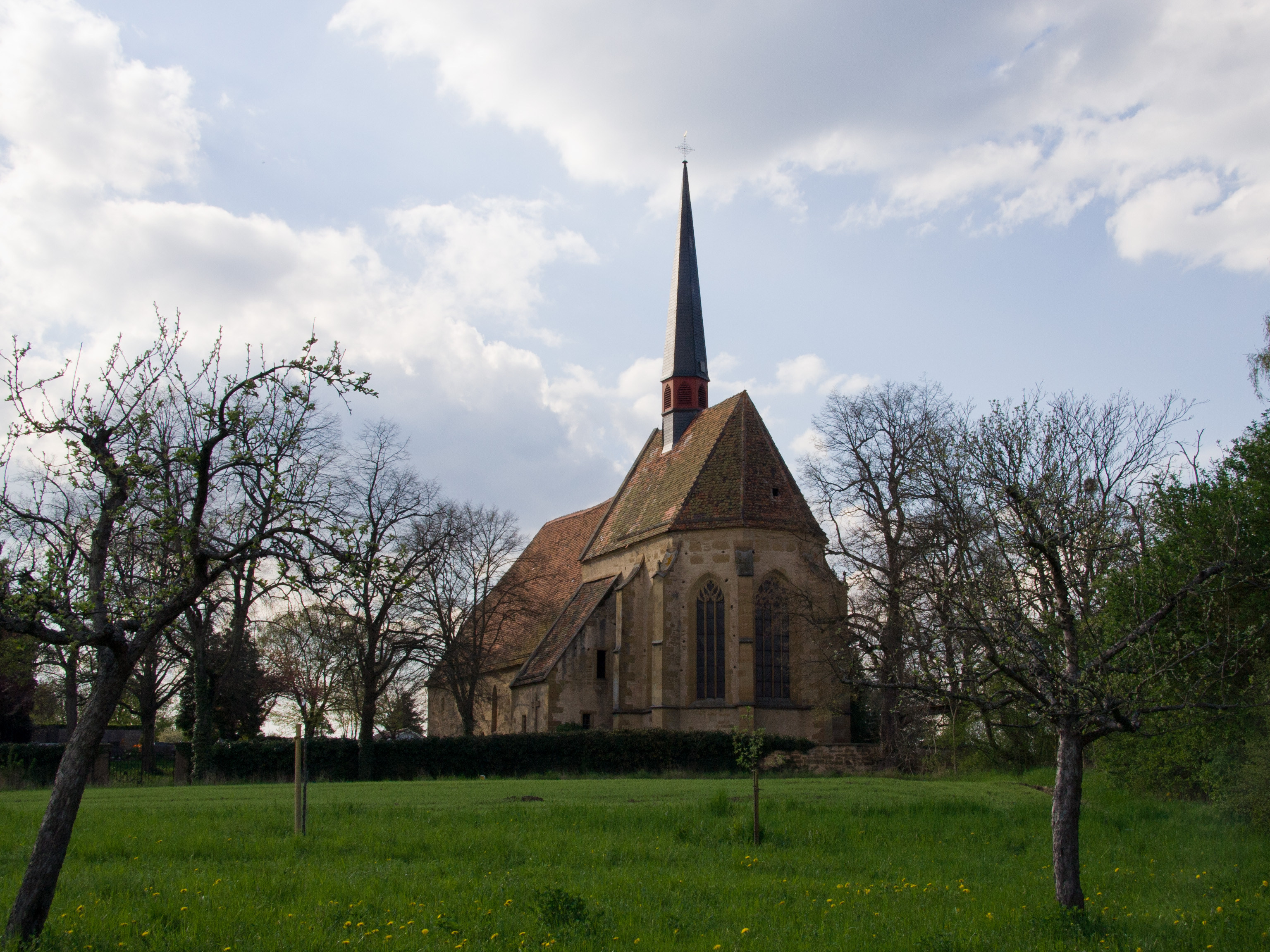
Ansicht der Liebfrauenkirche aus Südosten

Des Weiteren gibt es die Frauenkirche, eine ehemalige Wallfahrtskirche des Klosters Maulbronn. Sie steht am südlichen Ortsrand auf einer kleinen Anhöhe, ist dadurch weithin sichtbar und wird heute als Beerdigungskirche und – aufgrund der guten Raumakustik – für Konzerte des seit über dreißig Jahren stattfindenden „Musikalischen Sommers“ genutzt.
Die Kirchengemeinde Lienzingen zählt ca. 900 evangelische Christen und hat ein reges Gemeindeleben. Sie unterhält neben der Peterskirche den Friedrich-Münch-Kindergarten und ein Gemeindehaus. Die Liebfrauenkirche sowie ein weiterer Kindergarten sind in städtischem Besitz.

## Dorfleben
Das Dorfleben ist geprägt durch einige Feste, Konzerte und andere kulturelle Angebote. Gelegenheit für sportliche Betätigung bieten zwei Sportplätze, ein Bolzplatz, eine Turn- und Festhalle sowie eine Tennishalle. Daneben bietet auch die freie Natur reichlich Platz.
Außerdem gibt es eine Freiwillige Feuerwehr und auch das Technische Hilfswerk Mühlacker hat hier Räumlichkeiten. Zudem betreibt der Malteser Hilfsdienst eine Rettungswache mit einem Rettungswagen.
Lienzingen hat einen Bäcker mit Lebensmittelladen.

### Vereine
Es gibt in Lienzingen einen Fußballverein, einen Turn- und Sportverein Lienzingen, den Verein der Tennisfreunde und den Männergesangverein „Freundschaft“. Seit 2010 gibt es den Lienzinger Gaden e. V., einen Verein zum Erhalt der Kirchengaden und zur Austragung des jährlichen Weihnachtsmarktes im mittelalterlichen Flair: „Weihnachts-Gaden Lienzingen“.

## Politik

### Wappen
Das Lienzinger Wappen ist ein rotes Schild, in dem ein an der Vertikalen gespiegeltes, goldenes S mit fischschwanzähnlichen Enden steht.

### Vertretung im Gemeinderat
Unter der Unechten Teilortswahl stellte Lienzingen im Gemeinderat der Stadt Mühlacker nach der Wahlordnung 3 Gemeinderäte. Die Teilortswahl wurde im Jahr 2010 abgeschafft. Seit 2014 gibt es für alle Ortsteile nur eine Liste.

### Bürgermeister
In der selbständigen Gemeinde führte der Chef der Ortsverwaltung anfangs den Titel Schultheiß, ab 1929 dann Bürgermeister. Seit der Eingemeindung nach Mühlacker am 5. Juli 1975 ist der Oberbürgermeister der Stadt Amtschef der für Lienzingen zuständigen untersten Verwaltungsebene.
Schultheißen von Lienzingen:
soweit bekannt
- 1446: Hans Klebsattel
- 1476, 1482: Jakob Windhofen
- 1506: Jakob Klingeisen
- 1533: Jakob Steiger, Vogt
- 1539: Konrad Schweitzer, Schultheiß
- 1542, 1545: Hans Kostfrey
- 1551–1567: Veit Conlin
- 1570: Michael Kraus
- 1571/72: Martin Gaupp
- 1576: Martin Haakh
- 1595, 1602: Konrad Schweitzer, reisiger Schultheiß
- 1625: Hans Knodel
- 1635–1661: Hans Sidler
- 1670: Simon Hettler
- 1692: Hans Jakob Geißler
- 1693: Keller
- 1735 und 1751: Jakob Herzog
- 1738–1748: Johann Ulrich Gries
- 1751–1755: Joh. Jakob Schmidgall
- 1772: Johann Jakob Romig
- 1801, 1819: Christian Geißler
- 1828: Neuffer
- 1829, 1834: Fehleisen
- 1836–1867: Steußing
- 1867–1880: Fischer
- 1880–1907: Link
- 1907–1920: Adolf Fallscheer
- 1920–1929: Karl Brodbeck (danach Bürgermeister)

Bürgermeister von Lienzingen:
- 1929–1945: Karl Brodbeck (zuvor Schultheiß)
- 1945–1947: Jakob Straub
- 1947–1975: Richard Allmendinger

Oberbürgermeister von Mühlacker:
- 1975–1993: Gerhard Knapp (SPD)
- 1994–2002: Klaus Schönfeld (parteilos)
- 2002–2009: Arno Schütterle (Bündnis 90/Die Grünen)
- seit 2010: Frank Schneider (FDP)

## Wirtschaft und Infrastruktur

### Wirtschaft
In Lienzingen gibt es mehrere kleine bis mittlere Betriebe hauptsächlich der Metallverarbeitung (wie z. B. Geissel GmbH) sowie Handwerker (wie z. B. Klempner Zischka Haustechnik) und Läden (wie z. B. Bäckerei Schmid), sowie andere Dienstleister (wie z. B. Fahrzeug-Codierung.de). In der nahen Umgebung liegen einige größere bis große Industriestandorte, etwa in Mühlacker.

### Landwirtschaft

#### Ackerbau
Lienzingen war ursprünglich ein landwirtschaftlich geprägtes Dorf. Heute gibt es neben mehreren Nebenerwerbs- nur noch drei Haupterwerbslandwirte. Die Fläche der Gemarkung Lienzingen beträgt heute 11,09 km². Davon waren 1853–1873 634 ha Feldfläche, bis 1965 stieg diese auf 648 ha an. Mit der Ausweisung des Neubaugebietes „Raith“ in den 1990ern nahm sie wieder um einige Hektar ab.
Angebaut werden hauptsächlich Mais, Raps, Kartoffeln und Getreide.
Der Mais wird zum Großteil in der Biomethananlage in Mühlacker verwertet, die in sechs Silos insgesamt etwa 30.000 t organische Frischmasse einlagern kann und mit 5 MW Gasleistung bzw. 2 MW elektrischer Leistung eine Einspeisekapazität in das Erdgasnetz von 46.000.000 kWh im Jahr hat. Der übrige Mais wird für Viehfutter siliert.

#### Nutztierhaltung
Es gibt einen Hof mit Milchproduktion und Rindfleisch-Erzeugung. außerdem einen Stall zur Schweinemast. Vereinzelt findet man Hühner, Gänse, Enten und Puten, ebenso Stallhasen und Pferde. Daneben werden natürlich Haustiere wie Katzen und Hunde gehalten.

### Forstwirtschaft

#### Waldnutzung
Im Ortsbuch wird die Waldfläche für 1853–1873 mit 476 ha angegeben. Bis 1965 verringerte sie sich auf 462 ha und hat seither wieder um ca. 6 % zugenommen.
Holz wird in den letzten Jahren im Ortsteil wieder verstärkt als Heizstoff genutzt. Der größte Teil des aus dem Wald entnommenen Holzes geht jedoch weiterhin in die Holzwirtschaft.

#### Wild
In den Wäldern findet man Rehwild, Feldhasen, Füchse sowie Schwarzwild, dessen Bestand in den vergangenen Jahren stark zunahm, und viele andere Waldbewohner.

### Naturschutz
Auf der Gemarkung Lienzingen gibt es ein Naturschutzgebiet, den Trinkweiher (0,18 ha), der seit 1986 als Naturdenkmal geschützt ist. Nachdem dort der seltene Deutsche Sandlaufkäfer gefunden wurde, soll das 5 ha große sogenannte Ziegelhäule auch Naturschutzgebiet werden.

### Bildung
Lienzingen hat drei Kindergärten und drei Schulhäuser. Von den zwei Kindergärten innerorts ist einer evangelisch und einer städtisch, außerorts gibt es noch einen Waldkindergarten. Von den Schulhäusern wird nur die Grundschule Lienzingen noch als Schule genutzt, die anderen zwei Gebäude sind in Privatbesitz. Erstes Schulhaus im Ort war das Fachwerkhaus Kirchenburggasse 14. Das zweite, das hauptsächlich aus Sandstein gemauerte Gebäude Kirchenburggasse 15, wurde bis zur Eröffnung der heutigen Grundschule als Schulgebäude genutzt. Das heutige Schulgebäude an der Ecke Friedrich-Münch-Straße/Dr-Otto-Schneider-Straße wurde in den späten 90er Jahren um einen Anbau erweitert und seither immer wieder erneuert.

### Verkehr

#### Straßenverkehr
Lienzingen liegt direkt an der B 35, die in Germersheim am Rhein weit im Nordwesten beginnt und im südöstlichen Nachbardorf Illingen endet, von wo die B 10 in ca. 40 Minuten weiter in die Landeshauptstadt Stuttgart führt. Über die B 35 erreicht man nach ca. 25 km nordwestlicher Fahrt die Anschlussstelle Bruchsal der A 5, die dreimal so nahe Anschlussstelle Pforzheim-Ost an der A 8 im Südwesten in ca. 15 Minuten über Mühlacker und die B 10 in Richtung Pforzheim. In ihrer anderen, südöstlichen Richtung fährt man über die B 10 in ca. 30 Minuten die ca. 27 km zur Anschlussstelle Zuffenhausen der A 81.
Die L 1134 durchquert Lienzingen in Nord-Süd-Richtung, sie verbindet Kürnbach über das nördliche Nachbardorf Zaisersweiher mit der B 10 im Hauptort Mühlacker dicht im Süden.

#### Busverkehr
Lienzingen hat eine gute Busanbindung durch zwei Buslinien. Die Linie 700 Mühlacker – Bretten und die Linie 702 Mühlacker – Oberderdingen/Flehingen/Kürnbach. Für den Schülerverkehr wird zusätzlich die Linie 107 des Stadtbusses Mühlacker punktuell eingesetzt.

#### Bahnverkehr
An das Schienennetz ist Lienzingen nicht direkt angebunden. Bahnfahrer benutzen den Bahnhof Mühlacker oder die Haltestelle Mühlacker-Rößlesweg an der Bahnstrecke Stuttgart – Pforzheim. Über sie besteht eine sehr gute Verbindung nach Karlsruhe, Pforzheim, Stuttgart und zu anderen Städten und Gemeinden.

## Persönlichkeiten

### Ehrenbürger
- Friedrich Christian Münch, Fabrikant[23], nach ihm ist eine Straße und ein Kindergarten in Lienzingen benannt
- Richard Allmendinger, letzter Bürgermeister von Lienzingen bis zur Eingemeindung 1975, nach ihm ist eine Straße in Lienzingen benannt

### Söhne und Töchter des Ortsteils
- Joseph Schlotterbeck (* 14. März 1592 in Lienzingen; † 21. Mai 1669 in Maulbronn), Abt des Klosters Maulbronn[24][25]
- Johann Gottfried Zeller (* 6. Januar 1656 in Lienzingen; † 7. April 1734 in Tübingen), Prof. der Medizin in Tübingen[26]
- Anna Catharina Wedderkopf (* 20. Dezember 1715 in Lienzingen; † 14. März 1786 in Mühlacker-Dürrmenz), Frauenrechtlerin[27][28]
- Friederich Gallus (* 1756), Schäfer, Pionier der Feinwollschafzucht 1786 in Württemberg[29][30]
- Andreas Scheck (* 24. Juli 1768 in Lienzingen; † nach 1808), Wagnermeister, gilt als der Erfinder der ersten Feuerwehr-Drehleiter in Deutschland.[31] Nach ihm ist eine Straße in Lienzingen benannt.
- Karl-Adolf Deubler (* 26. Februar 1888 in Lienzingen; † 7. März 1961), Rechtsanwalt und von 1923 bis 1931 Präsident des VfB Stuttgart

### Persönlichkeiten, die im Ort gewirkt haben
- Johann Adam Groß der Ältere (* 11. Dezember 1697 in Winnenden; † 2. Oktober 1757 in Königsbronn), herzoglicher Architekt und Landbaumeister, erbaute 1737 das Pfarrhaus (Kirchenburggasse 4)
- Philipp Ludwig Hermann Röder (* 21. Oktober 1755 in Stuttgart; † 31. März 1831 in Walheim), württembergischer evangelischer Geistlicher und Reiseschriftsteller, Vikariat in Lienzingen
- Johann Gottlieb Frohnmeyer (* 24. August 1813 in Althengstett; † 16. April 1880 in Lienzingen), Pfarrer[32]
- Charlotte Kussbach (* 1. Oktober 1907 in Großzschachwitz; † 18. Januar 1992 in Schwetzingen), erste und einzige Gemeinderätin der selbstständigen Gemeinde Lienzingen von 1962 bis 1964

## Klimatabelle
|                       | Jan  | Feb  | Mär  | Apr  | Mai  | Jun  | Jul  | Aug  | Sep  | Okt  | Nov  | Dez  |   |      |
| Mittl. Tagesmax. (°C) | 3,1  | 5,1  | 9,9  | 14,6 | 19,0 | 22,1 | 24,0 | 23,3 | 20,3 | 14,6 | 8,0  | 4,4  | ⌀ | 14,1 |
| Mittl. Tagesmin. (°C) | −2,3 | −1,5 | 1,0  | 4,3  | 8,1  | 11,4 | 13,2 | 12,7 | 9,8  | 5,6  | 1,8  | −0,9 | ⌀ | 5,3  |
|                       |      |      |      |      |      |      |      |      |      |      |      |      |   |      |
| Niederschlag (mm)     | 48,0 | 46,0 | 45,0 | 55,0 | 75   | 89,0 | 74,0 | 78,0 | 57,0 | 51,0 | 58,0 | 55,0 | Σ | 731  |

| −2,3 |

| −1,5 |

| 1,0 |

| 4,3 |

| 8,1 |

| 11,4 |

| 13,2 |

| 12,7 |

| 9,8 |

| 5,6 |

| 1,8 |

| −0,9 |

| −2,3 |

| −1,5 |

| 1,0 |

| 4,3 |

| 8,1 |

| 11,4 |

| 13,2 |

| 12,7 |

| 9,8 |

| 5,6 |

| 1,8 |

| −0,9 |